# Niewodniki
Niewodniki (dt. Niewodnik, 1936–45 Fischbach O. S.) ist eine Ortschaft in Oberschlesien. Das Dorf liegt in der Gemeinde Dambrau (Dąbrowa) im Powiat Opolski (Kreis Oppeln) in der Woiwodschaft Oppeln in Polen.

## Geographie

### Geographische Lage
Niewodniki liegt im Westen der historischen Region Oberschlesien. Das Dorf liegt etwa zehn Kilometer nordöstlich vom Gemeindesitz Dambrau und dreizehn Kilometer nordwestlich von der Kreisstadt und Woiwodschaftshauptstadt Opole (Oppeln). Niewodniki liegt in der Nizina Śląska (Schlesische Tiefebene) innerhalb der Równina Wrocławska (Breslauer Ebene) am Rande zur Równina Niemodlińska (Falkenberger Ebene).
Durch das Dorf verläuft die Droga wojewódzka 459. Nördlich des Dorfes liegt die Oder. Niewodniki liegt am Bach Prószkowski Potok.

### Nachbarorte
Nachbarorte von Niewodniki sind im Westen Narok (Norok) und im Osten Żelazna (Zelasno).

## Geschichte

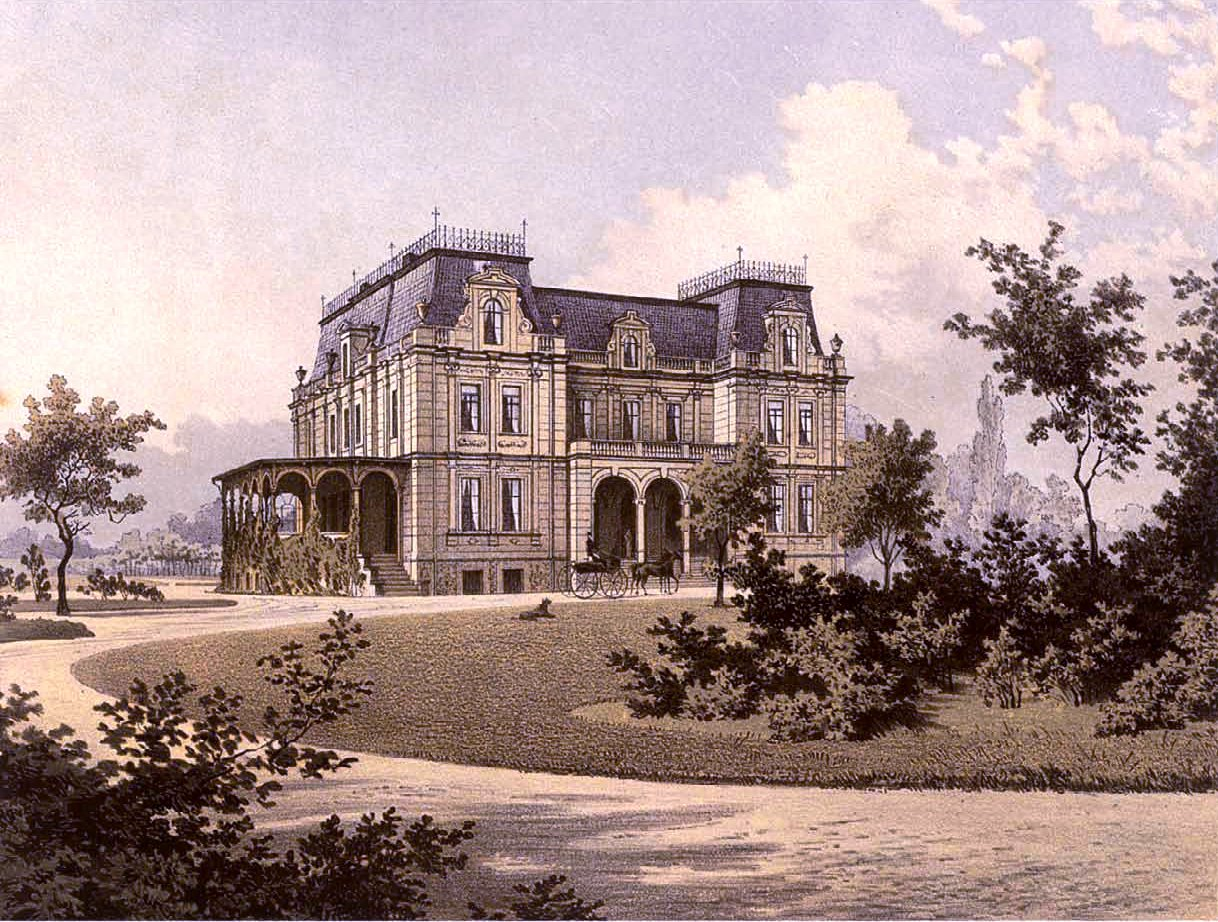
Schloss Niewodnik um 1850

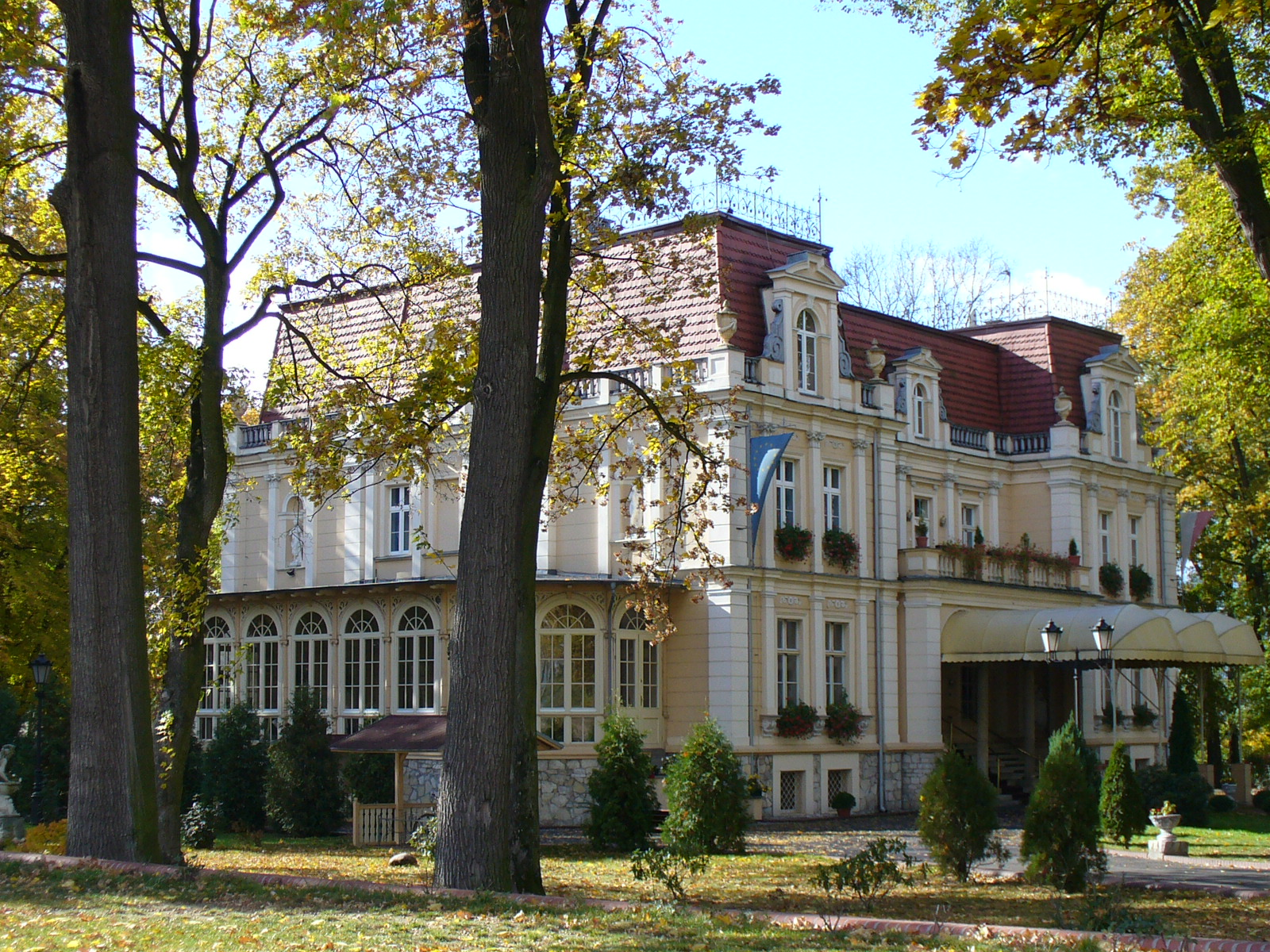
Schloss Niewodniki (2007)

Die ersten schriftlichen Erwähnungen des Dorfes stammen aus dem Anfang des 13. Jahrhunderts. Das Dorf wurde 1223 erstmals als Nevodnizi urkundlich erwähnt. 1283 wird das Dorf erneut erwähnt und zählte einen Schulzen und eine Hufenverfassung. 1447 wurde eine Pfarrkirche erwähnt, welche seit der frühen Neuzeit nicht mehr existierte.
Nach dem Ersten Schlesischen Krieg 1742 fiel Niewodnik mit dem größten Teil Schlesiens an Preußen.
Nach der Neuorganisation der Provinz Schlesien gehörte die Landgemeinde Niewodnik ab 1818 zum Landkreis Falkenberg O.S. im Regierungsbezirk Oppeln. 1845 bestanden im Dorf ein Schloss und 74 Häuser. Im gleichen Jahr lebten in Niewodnik 487 Menschen, davon 19 evangelisch. 1855 lebten 538 Menschen im Ort. 1865 zählte das Dorf zehn Bauern, 14 Gärtner und 13 Häusler. Eingeschult waren die Einwohner nach Zelasno. 1874 wurde der Amtsbezirk Norok gegründet, welcher aus den Landgemeinden Karbischau, Niewodnik und Norok und den Gutsbezirken Karbischau, Niewodnik und Norok bestand. 1885 zählte Niewodnik 416 Einwohner.
1900 wurde im Ort eine Kirche erbaut. 1925 lebten in Niewodniki 555 Menschen. 1933 lebten 570 Menschen in Niewodnik. Am 10. Juni 1936 wurde der Ortsname in Fischbach O.S. geändert. 1939 lebten dort 530 Einwohner. Bis Kriegsende 1945 gehörte der Ort zum Landkreis Falkenberg O.S.
Letzte Bewohnerin des Schlosses war Elisabeth v. Flotow (geb. v. Wichelhaus). Die Familie v. Wichelhaus besaß und bewirtschaftete in Oberschlesien die Gutsbetriebe Norok, Schönwitz, Niewodnik, Karbischau, Schosnitz, Birkental, Rittergut Birkholz und die Herrschaft Halbendorf mit dem Rittergut Preisdorf.
Diese verließ am 22. Januar 1945 das Anwesen, kurz vor Eintreffen der Roten Armee. Durch Kriegseinwirkungen wurden sieben Wohnhäuser und 18 Scheunen im Dorf zerstört. Am 27. Januar 1945 rückte die Rote Armee in Fischbach O.S. ein. Danach kam der bisher deutsche Ort unter polnische Verwaltung und wurde in Niewodniki umbenannt und der Gmina Dąbrowa angeschlossen. 1950 kam der Ort zur Woiwodschaft Oppeln. 1997 wurde das Dorf beim Jahrhunderthochwasser der Oder überschwemmt. 1999 kam der Ort zum wiedergegründeten Powiat Opolski.

## Sehenswürdigkeiten
- Das Schloss Niewodniki wurde 1872 im französischen Stil durch Julius Wichelhaus erbaut. Letzte Bewohnerin war Elisabeth v. Flotow (geb. v. Wichelhaus) Heute wird das Schloss als Hotel genutzt.[7]
- Die römisch-katholische Mariä-Geburt-Kirche wurde 1900 erbaut.[3]
- Wegekreuz an der ul. Opolska
- Friedhofskapelle